# Paardensport op de Olympische Jeugdzomerspelen 2014
Paardensport is een van de olympische sporten die beoefend worden tijdens de Olympische Jeugdzomerspelen 2014 in Nanjing. De competitie loopt van 19 tot en met 24 augustus in het Nanjing International Exhibition Center. Er worden alleen wedstrijden in het springen georganiseerd. Er zijn twee onderdelen: individueel en team. De zes deelnemende teams worden gevormd per continent (Afrika, Australazië, Azië, Europa, Noord- en Zuid-Amerika).

## Opzet wedstrijden
Elke ruiter krijgt per loting een paard toegewezen. Met dit paard moet zowel in de individuele als teamwedstrijd worden gesprongen.
Bij de individuele wedstrijd springt elke ruiter twee ronden. Bij de teamwedstrijd vormt elk continent een team dat uit maximaal vijf ruiters bestaat. Er worden twee ronden gesprongen waarbij per ronde de beste drie resultaten tellen.

## Kalender
| Augustus     | 16 | 17 | 18 | 19 | 20 | 21 | 22 | 23 | 24 | 25 | 26 | 27 | 28 |
| ------------ | -- | -- | -- | -- | -- | -- | -- | -- | -- | -- | -- | -- | -- |
| Paardensport |    |    |    |    | 1  |    |    |    | 1  |    |    |    |    |

|  | Competitie |  | Finale |

## Medailles
| Discipline  | Goud                | Goud                                                                    | Zilver              | Zilver | Brons               | Brons                                                                                                   |
| ----------- | ------------------- | ----------------------------------------------------------------------- | ------------------- | --- | ------------------- | --- |
| Individueel | NZL                 | Emily Fraser                                                            | ARG                 | Martina Campi | AUS                 | Jake Hunter                                                                                             |
|             |                     |                                                                         |                     | |                     | |
| Team        | ITA IRL GBR SWE NED | Europa Matias Alvaro Michael Duffy Jake Saywell Filip Agren Lisa Nooren | URU CHI PAR ARG BRA | Zuid-Amerika Francisco Calvelo Martinez Antoine Porte Valeria Jimenez Caballero Martina Campi Bianca de Souza Rodrigues | CAY ECU ESA GUA DOM | Noord-Amerika Polly Serpell Macarena Chiriboga Sabrina Rivera Meza Stefanie Brand Maria Gabriela Brugal |

Atletiek · Badminton · Basketbal · Beachvolleybal · Boksen · Boogschieten · Gewichtheffen · Golf · Gymnastiek · Handbal · Hockey · Judo · Kanovaren · Moderne vijfkamp · Paardensport · Roeien · Rugby Sevens · Schermen · Schietsport · Schoonspringen · Taekwondo · Tafeltennis · Tennis · Triatlon · Voetbal · Wielersport · Worstelen · Zeilen · Zwemmen